# Lonicera kansuensis
Lonicera kansuensis là một loài thực vật có hoa trong họ Kim ngân. Loài này được (Batalin ex Rehder) Pojark. mô tả khoa học đầu tiên năm 1958.